# Opération Midnight Climax
L'opération Midnight Climax (« Acmé ou Climax de minuit » en français) est une opération soutenue conjointement par la Central Intelligence Agency (CIA) et le Federal Bureau of Narcotics (FBN) entre 1953 et 1965. Son objectif principal est d'étudier les effets du LSD et d'autres substances psychoactives dans des contextes non contrôlés, afin d'évaluer leur potentiel pour la manipulation mentale. Pour ce faire, des lieux d'habitation sont utilisés clandestinement pour des expérimentations humaines, à New York puis à San Francisco.
Dans le cadre du sous-projet 42 de MK-ULTRA, une de ces planques est aménagée en maison-close et des prostituées recrutées pour différentes missions de renseignement. Plusieurs techniques opérationnelles sont développées lors de ces expérimentations, ainsi que des recherches étendues sur les pratiques sexuelles.

## Contexte
Depuis le début des années 1940, des recherches sur l'utilisation de moyens chimiques pour les interrogatoires sont menées aux États-Unis. Pour chaque substance, des expérimentations humaines ont lieu dans des établissements sécurisés, encadrées par des scientifiques. Les sujets de ces expérimentations sont des personnes travaillant pour l'armée ou le gouvernement, des prisonniers et des toxicomanes,.
Sidney Gottlieb, futur directeur du projet de la CIA regroupant l'ensemble des activités sur la manipulation mentale, envisage l'essai de ces procédures dans des conditions opérationnelles. En mai 1952, il contacte un agent du FBN affecté à New York, George H. White. Cet ancien lieutenant-colonel de l'Office of Strategic Services (OSS) a déjà travaillé sur la mise au point d'un « sérum de vérité » pendant la Seconde Guerre mondiale,,. Son expérience des opérations clandestines et sa connaissance du monde de la rue sont aussi jugées opportunes,.
Le 9 juin 1952, il accepte de devenir consultant pour le bureau des services techniques (TSS),,. En avril 1953, le projet MK-ULTRA et son financement exceptionnel de 300 000 $ par an sont approuvés, permettant aux expérimentations de débuter un mois plus tard,.

## Expérimentations

### Première installation à New York
White utilise les premiers fonds alloués par l'agence pour louer deux appartements adjacents dans un immeuble situé au 81 Bedford St., à Manhattan, dans le quartier de Greenwich Village,. Sous le pseudonyme de « Morgan Hall », il fait installer du matériel de surveillance, notamment des microphones et un miroir sans tain, pour l'enregistrement des scènes à venir. Se faisant passer pour un ancien marin ou un artiste, il attire des personnes abordées dans la rue et dans les bars jusqu'à la planque aménagée, où elles sont droguées à leur insu,,,.
Le plus souvent, du LSD est versé discrètement dans un verre d'alcool ou mélangé au tabac d'une cigarette à l'aide d'une seringue,. Les réactions des victimes sont ensuite enregistrées par les appareils de surveillance, et dans certains cas consignées par White dans son journal personnel,. Cette première série de tests correspond au sous-projet 3 de MKULTRA, placé sous la direction de Robert V. Lashbrook,,.
En novembre 1953, l'opération est provisoirement suspendue après de la mort de Frank Olson. La mise en cause du LSD et la présence sur les lieux du Dr Lashbrook sont deux éléments qui constituent un risque pour la sécurité des expérimentations. Dans une de ses poches, les policiers trouvent une note manuscrite avec les initiales de George White (« GW »), celles de son pseudonyme (« MH ») et l'adresse de la planque de Greenwich Village,.
Ce site clandestin sécurisé, situé en plein cœur de New York, est aussi utilisé par le FBN pour des interrogatoires. White, qui travaille simultanément pour les deux agences, bénéficie d'un arrangement avec le service médical de la police. Au moins une personne s'est présentée à l'hôpital Lenox Hill après son passage dans l'appartement, et n'a pas déposé plainte.

### Déménagement à San Francisco
En 1955, George H. White est nommé à la tête du district de San Francisco par la direction du FBN,,. Il connaît bien la ville, dans laquelle il fut reporter au San Francisco Call Bulletin jusqu'en 1934,,. Cette mutation est aussi une opportunité pour la CIA, qui souhaite étendre le champ des activités menées à New York. George White obtient un financement pour la location d'un duplex à Telegraph Hill, au 225 Chesnut St,. En plus de quelques vieux meubles, des affiches de Toulouse-Lautrec et des photographies de danseuses de French cancan composent la décoration,,.
Un ancien agent du renseignement militaire ayant l'habitude d'évoluer dans les rues de San Francisco, Ira Feldman, est sollicité pour recruter des prostituées. La planque fonctionne comme une maison-close, où les scènes sont enregistrées par des appareils de surveillance,,,. Derrière un miroir sans tain, White, parfois accompagné de Feldman, observe et prend des notes. Au fur et à mesure des expérimentations, les préférences sexuelles des hommes sont analysées, ainsi que les effets de la drogue consommée dans ces circonstances,. D'autres consultants de la CIA se rendent sur place pour mener ces études, parmi lesquels le psychologue John Gittinger et le psychiatre James A. Hamilton,.
En tant que principal agent fédéral des stupéfiants à San Francisco, George White exerce son influence auprès des services de police de la ville pour que les prostituées ne soient pas poursuivies lorsqu'elles sont arrêtées. Pour leur participation, elles sont rémunérées environ 100 dollars par nuit,,.
Considérant l'opération comme un succès, Sidney Gottlieb transmet de nouvelles instructions concernant l'essai du matériel et des techniques développées dans des endroits publics. Des agents sont ainsi missionnés pour traîner dans des bars, des restaurants et sur les plages, à la recherche d'une opportunité,. Un nouveau site sécurisé est établi dans une maison isolée en périphérie de San Francisco, au 261 Green St. à Mill Valley,. Plusieurs moyens d'administrer discrètement un produit y sont expérimentés lors de fêtes organisées à cette seule fin.  
En 1959, deux employés de la CIA sont envoyés en Californie pour évaluer l'efficacité d'un appareil permettant de diffuser du LSD en aérosol,,. D'après leur témoignage devant un comité du Sénat des États-Unis en septembre 1977, des dizaines de dispositifs similaires ont été testés,. Le suivi des personnes droguées à leur insu s'avère impossible dans ces conditions, et certaines d'entre elles doivent être hospitalisées,. 
La chambre 49 du Plantation Inn Motel de San Francisco, louée par George White sur une période de plusieurs années, sert également pour des expérimentations de ce type,.

## Fin de l'opération

### Rapport de l'inspecteur général
En 1963, l'opération est découverte par l'inspecteur général de la CIA John Earman, qui recommande l'arrêt des expérimentations sur des civils non-consentants, précisant que « les concepts impliqués dans la manipulation du comportement humain sont considérés par de nombreuses personnes au sein et en dehors de l'agence comme étant de mauvais goût et contraires à l'éthique »,,. De plus, selon lui, les multiples hospitalisations représentent une sérieuse menace pour le secret de l'opération,.

### Fermeture des sites clandestins
En dépit des protestations formulées par Richard Helms, responsable des opérations clandestines de l'agence et instigateur du projet MK-ULTRA, les sites de San Francisco sont fermés en 1965,,.
La planque de New York, fermée après le départ de White, a été remplacée par une autre installation située au 105 West 13th St. Selon des documents de la CIA, cet appartement, aménagé de la même manière que le précédent, sert de site clandestin sécurisé jusqu'en 1966,,.